# Manzoni Bianco
Manzoni Bianco ist eine Weißweinsorte. Sie wurde von Luigi Manzoni, dem ehemaligen Direktor der Scuola enologica di Conegliano aus den Sorten Riesling und Weißburgunder gezüchtet. In Italien waren im Jahr 2000 ca. 9555 Hektar mit dieser Sorte bestockt. Sie wird vor allem in den Regionen Trentino-Südtirol und Venetien angebaut und dort in Weißweinen der DOC-Gebiete Colli di Conegliano (Anteil 30–70 %), Trentino und Vicenza verwendet. Kleine Bestände sind auch in der Schweiz bekannt. Inzwischen wird die Sorte Manzoni Bianco auch in der Pfalz angebaut.